# 아마노 케이타
아마노 케이타(일본어: 天野景太, 한국명: 윤민호, 성우 :토마츠 하루카/박경혜)는 요괴워치의 등장인물이자 주인공이다. 아마노 후미카(장세라)의 남편이자, 아마노 나츠메(윤단아), 아마노 케이스케(윤민재)의 아버지이다.
이마타 칸치(이선우), 쿠마시마 고로우타(차기웅)의 친구이다.

## 성우
| 국가 | 이름                      | 성우          |
| ---- | ------------------------- | ------------- |
| 일본 | 아마노 케이타(天野景太)   | 토마츠 하루카 |
| 한국 | 윤민호                    | 박경혜        |
| 북미 | 네이트 애덤스(Nate Adams) | 조니 용 보쉬  |

## 기본 사항
- 좋아하는 것들: 축구하기, 컴퓨터 게임

싫어하는 것들: 그가 좋아하는 간식을 누가 먹는것
그의 국적은 일본이다.

## 참고 자료
- “妖怪ウォッチ｜キャラクター” (일본어). 2021년 9월 3일에 확인함.